# 708
Évszázadok: 7. század – 8. század – 9. század
Évtizedek: 650-es évek – 660-as évek – 670-es évek – 680-as évek – 690-es évek – 700-as évek – 710-es évek – 720-as évek – 730-as évek – 740-es évek – 750-es évek
Évek: 703 – 704 – 705 – 706 –  707 – 708 – 709 – 710 – 711 – 712 – 713

## Események

### Európa
- Január 15-én felszentelik Sisinnius pápát, aki azonban 20 nappal később meghal. Utódjául a szintén szíriai születésű Constantinust választják meg.[1]
- II. Iusztinianosz bizánci császár megszegi a bolgárokkal kötött egyezményt és megtámadja őket, hogy visszaszerezze azt a Zagore régiót, amit átadott nekik amikor 705-ben trónra segítették. Az ankhialoszi csatában azonban súlyos vereséget szenved, maga is alig tud elmenekülni.
- Aubert avranches-i püspököt látomásában Mihály arkangyal utasítja, hogy építsen kápolnát Tombe szigetén. A szigetet átnevezik Szent Mihály-hegyre (Mont-Saint-Michel) és a 9. században bencés kolostort alapítanak a kápolna helyén.

### Omajjád Kalifátus
- A Maszlama ibn Abd al-Malik vezette arab sereg hosszas ostrom és a felmentő sereg megfutamítása után elfoglalja és kifosztja a kilikiai Tüanát. Ezt követően nyáron betörnek Kis-Ázsiába és Amorium mellett újabb bizánci sereget győznek le.
- Músza ibn Nuszajr ifríkijai kormányzó hadjáratot indít a berberek ellen és meghódítva az egész észak-afrikai partvidéket, eléri az Atlanti-óceánt.

### Japán
- Miután Muszasi tartományban bőséges rézlelőhelyre bukkannak, Genmei császárné pénzverdét alapít és kibocsátja az első hivatalos japán pénzérmét, a vadókaicsint.

## Születések
- Theudoald, frank majordomus

## Halálozások
- február 4. – Sisinnius, római pápa[1]
- Edesszai Jakab, szír püspök, teológus, grammatikus
- Drogo, champagne-i herceg

## Fordítás
- Ez a szócikk részben vagy egészben  a(z)   708 című angol Wikipédia-szócikk ezen változatának fordításán alapul.  Az eredeti cikk szerkesztőit annak laptörténete sorolja fel. Ez a jelzés csupán a megfogalmazás eredetét és a szerzői jogokat jelzi, nem szolgál a cikkben szereplő információk forrásmegjelöléseként.